# Ramazzoïta
La ramazzoïta és un mineral de la classe dels carbonats. Rep el nom de la mina del mont Ramazzo, a Itàlia, la seva localitat tipus.

## Característiques
La ramazzoïta és un carbonat de fórmula química [Mg₈Cu₁₂(PO₄)(CO₃)₄(OH)24(H₂O)20][(H0.33SO₄)₃(H₂O)36]. Va ser aprovada com a espècie vàlida per l'Associació Mineralògica Internacional l'any 2017, sent publicada per primera vegada el 2018. Cristal·litza en el sistema isomètric. La seva duresa a l'escala de Mohs és 2,5.
Els exemplars que van servir per a determinar l'espècie, el que es coneix com a material tipus, es troben conservats a les col·leccions mineralògiques del Museu d'Història Natural del Comtat de Los Angeles, a Los Angeles (Califòrnia) amb el números de catàleg: 66691 i 66692.

## Formació i jaciments
Va ser descoberta a la mina del mont Ramazzo, a Borzoli, dins la província de Gènova (Ligúria, Itàlia), on es troba en forma de cubs d'uns 0,15 mm de vora. Es tracta de l'únic indret de tot el planeta on ha estat descrita aquesta espècie mineral.